# Stiniva
Stiniva je mala uska uvala na otoku Visu.
Stiniva je najatraktivnija uvala na otoku, nalazi se južno od lokalne ceste koja povezuje zaselak Podšpilje i Plisko Polje. Uvala je duga oko 600 metara i široka na ulazu oko 100 metara s obje strane okružena visokim nedostupnim kamenim stijenama. Na dnu zaljeva je nekoliko nenastanjenih ribarskih kuća, koje su zajedno s uvalom zaštićene kao prirodni rezervat.
Uvala je zbog zanimljivog podvodnog svijeta zanimljiva za ronioce.